# Khamseh
Khamseh (Persa: ایلات خمسه) é uma confederação tribal na província de Fars, no sudoeste do Irã. Consiste em cinco tribos, daí o nome, "os cinco". As tribos ainda são nômades, algumas são de língua persa (Basseri), outras árabes (árabes), e outras falam Qashqai (Inalu, Baharlu e Nafar).